# Citheronia jordani
Citheronia jordani är en fjärilsart som beskrevs av Max Wilhelm Karl Draudt 1930. Citheronia jordani ingår i släktet Citheronia och familjen påfågelsspinnare. Inga underarter finns listade i Catalogue of Life.